# 畑山隆則 対 坂本博之戦
畑山隆則 対 坂本博之戦（はたけやまたかのり たい さかもとひろゆきせん）は、2000年10月11日に横浜アリーナで行われたプロボクシングWBA世界ライト級タイトルマッチである。日本ボクシング史上屈指の名勝負と言われる。

## 解説
畑山は同年6月に獲得したWBA世界ライト級タイトルの初防衛戦であり、坂本にとっては実に4度目の世界タイトル挑戦であった。両者はプロデビュー当時から比較され、対照的なボクシング人生を歩んできた。
畑山は1998年に2度目の挑戦で崔龍洙に判定勝ちし、WBA世界スーパーフェザー級チャンピオンを獲得。しかし、2度目の防衛戦でラクバ・シンに5回TKO負け（プロ初黒星）を喫し、23歳で引退を表明。所属する横浜光ジムのトレーナーに転身したが、宮川和則会長の「俺は坂本との試合が見てみたいなぁ」という言葉で半年後にカムバックを決意した。一階級上のライト級に上がり、1年のブランクを経て、現役復帰戦でWBA世界ライト級王者ヒルベルト・セラノを8回KOで破り2階級制覇を達成した。世界的に選手層の厚いライト級での日本人チャンピオン誕生は、ガッツ石松以来24年ぶりという快挙であった。畑山は勝利者インタビューで今後について聞かれると「次は坂本選手とやります」と宣言した。王者が次期挑戦者を名指しするという、異例のリングパフォーマンスに会場は大いに沸いた。
坂本は「平成のKOキング」「国内ライト級最強」と呼ばれながら、世界タイトル戦では1997年（判定負け）、1998年（判定負け）、2000年（5回TKO負け）とチャンスを逃してきた。3度目の世界戦は王者セラノから1ラウンドに2度のダウンを奪うも、まぶたからの出血によりドクターストップとなった。それから3ヵ月後、畑山がセラノを破り世界ライト級王者に就く姿をリングサイドで観戦し、リング上から挑戦者指名を受けた。
若くして成功しスター性十分の畑山と、児童養護施設出身で苦労を重ねてきた坂本。軽快なフットワークと多彩なコンビネーションをもつ畑山と、愚直に前進し重い左フックで相手をなぎたおしてきた坂本。色々な面で注目点はあったが、スーパーフェザー級から階級を上げてきた畑山と、ナチュラルなライト級の坂本が戦えば、体格に勝る坂本の方が有利ではないかという下馬評もあった。畑山はそうした評価に腹を立てたという。坂本戦のために現役復帰したというモチベーションに加え、スーパーフェザー級時代に苦しんできた減量から解放され、最高のコンディションに仕上がっていた。坂本の方はライト級への強いこだわりから10kg以上の減量に耐える競技生活を続けてきた上に（のちに手術することになる）腰の痛みを抱えていた。
なお、両者は以前スパーリングで3度拳を合わせている。坂本はトレーナーのイスマエル・サラスと畑山対策を練る中で「あれくらいのパンチでは俺は倒れない」と確認しあい、攻撃型のデトロイトスタイルを取り入れた。左ガードを下げるこの構えは顔面に被弾するリスクが高まるが、畑山をおびき寄せ、坂本得意の左フックを出しやすくするという狙いがあった。一方、畑山は試合前のインタビューで「彼は顎に自信を持ってるんですよ、僕は顎に自信がないんですよ。彼はパンチがあるんですよ、僕はパンチがないんですよ。だから、勝てるんですよ」と謎かけのような発言をした。

## 試合展開

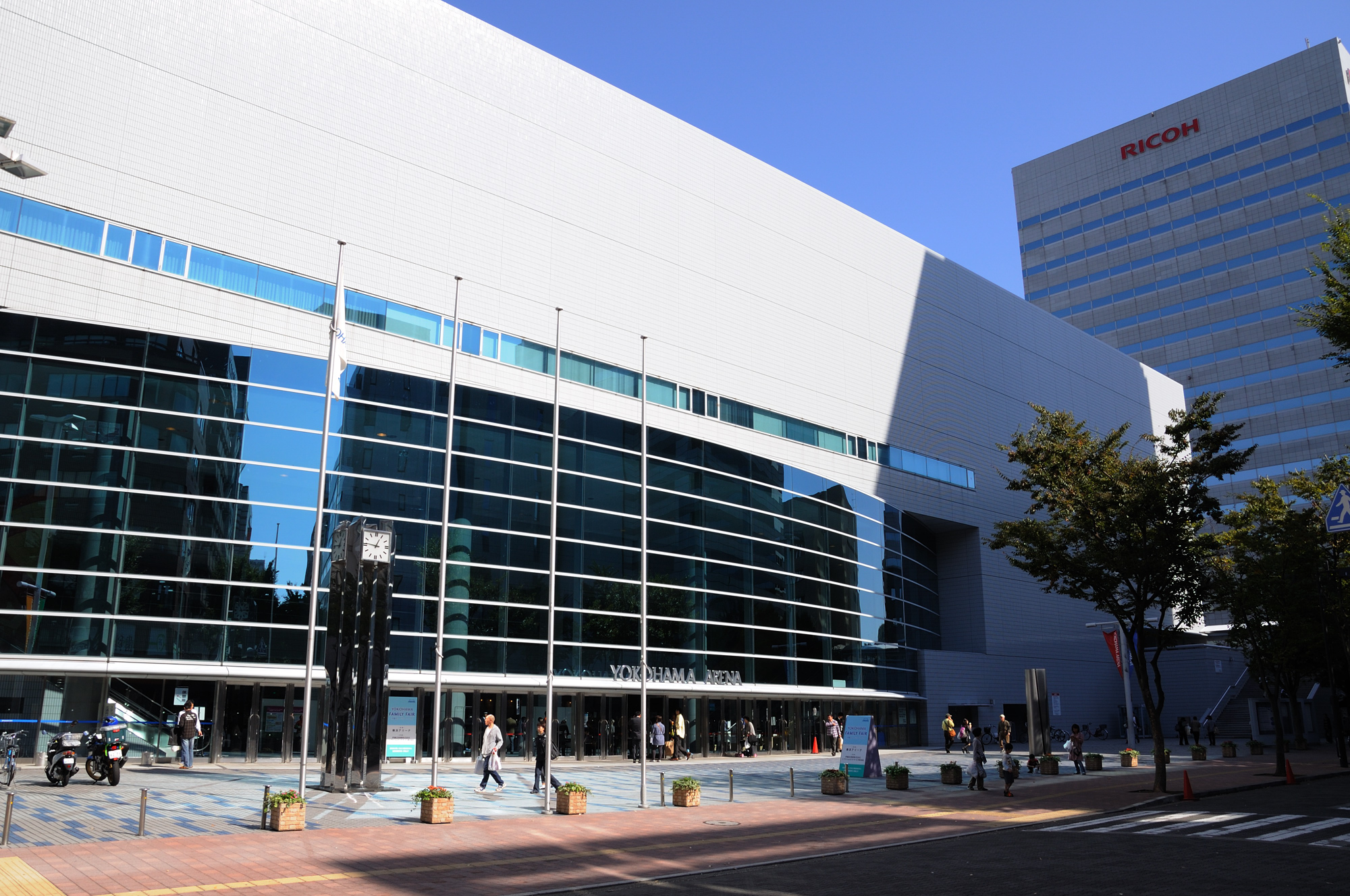
畑山対坂本戦の試合会場となった横浜アリーナ

戦前の予想では、畑山がアウトボクシングでペースを握り、坂本がそれを追いかけて打撃戦に持ち込もうとする展開が予想された。しかし、第1ラウンド開始早々から両者一歩も引かず、ハードパンチの応酬が繰り広げられた。畑山は「いいパンチをもらって頭に血が上った」ため打ち合いに応じてしまったが、ラウンド終了後にセコンドのルディ・エルナンデスに怒られ、すぐ冷静に戻ったという。
畑山陣営は中間距離で坂本が振り回してくるフックを警戒し、足を使って出入りしながら接近戦で勝負するイメージを持っていた。がっちりと両腕のガードを固めて距離を詰め、坂本の強打をしのいだ隙にフックやショートアッパーのコンビネーションを打ち返し、また距離を取るというパターンであった。畑山はテクニックやセンスに目が向きがちだが、スーパーフェザー級時代のコウジ有沢戦や崔龍洙戦のようにタフなインファイトを苦にしていなかった。
畑山の見立て通り、坂本は積極的に打ち合いに出て行ったが、秘策のデトロイトスタイルがはまったとはいえず、ガードの上から重いボディフックを叩きつけたが、畑山ペースの試合の流れを動かせなかった。また、セラノ戦でTKO負けの原因となった左まぶたの古傷が第1ラウンド早々に出血し、第4ラウンド途中にドクターチェックが入った。
畑山は「5ラウンドぐらいになったらもう勝てる感触だった」という。ダメージの蓄積により動きが落ちてきた坂本に対し、離れた位置から放つ右ストレートと、接近戦のボディブローが的確にヒットした。第7・第8・第9ラウンドは畑山が好機を見てラッシュをかけ、坂本が懸命に持ちこたえ反撃するという攻防が続く。第9ラウンド終了後、坂本はセコンドに抱えられるようにコーナーへ戻った。
第10ラウンド開始間もなく、畑山が放った左フック・右ストレートのワンツーが坂本の顎を捉える。坂本は一瞬持ちこたえたあと、急に脚の力が抜けたように尻もちをついてダウンした。カウントが始まるのと同時に坂本陣営がタオルを投げ込み、第10ラウンド18秒、劇的なノックアウトで決着がついた。坂本はプロ40戦目にして初のKO負けとなり、畑山はライト級初防衛に成功した。
畑山はフィニッシュブローについて、「スコーンという感じで打ちぬいたが、あまり手応えはなかった」という。勝利の喜びもあったが、力尽きた坂本の姿に心が揺らいだ。畑山陣営は「左耳の上を右フックで叩いて三半規管を揺らす」という戦法を採っていたが、第9ラウンドに「交通事故のように耳の中から血が出始めたので、死んでしまうんじゃないか」と不安になったという。畑山は第9ラウンド終了後、「大丈夫か?」と確認するように、坂本の胸を2回ポンポンと叩いていた。

## 試合後
畑山は勝利者インタビューで次の目標を聞かれると「ありませんね」と答えた。その後世界ライト級防衛戦を2度戦い、2001年7月にジュリアン・ロルシーに判定負けして2度目の引退をした。坂本戦のことは「キャリアを通してのベストバウト」と自認するが、それ以降の防衛戦については「やはり、坂本戦で燃え尽きてしまったのは否めないですね。あの試合のためにカムバックしたわけだし、それ以上求めるものがなかったんですよ」と述べている。
坂本は過去の世界戦で「相手のパンチでダメージを受けた感覚がなかった」というほど打たれ強さに自信を持っていたが、畑山戦は「自分の弱さを知った畑山と、自分の強さを過信した差がはっきりと出た」という苦い教訓を学んだ。衝撃のKO負けから引退も噂されたが、階級をスーパーライト級に上げて現役続行。椎間板ヘルニアによる手術と長期ブランクをへてもなおリングにこだわり、7年後の2007年に37歳で引退した。

## 反響
- TBS系列で生中継され、平均視聴率は22.5%（関東地方）[1]。
- 2000年の日本ボクシング年間表彰において、この試合が年間最高試合に選ばれた。畑山は同年の最優秀選手賞を受賞。
- 2012年にスポーツ総合誌『Sports Graphic Number』がウェブ上で行った「ボクシング名勝負」アンケートにおいて、国内編の1位に選ばれた（2位はマーク堀越 対 高橋ナオト戦、3位は薬師寺保栄 対 辰吉丈一郎戦）[12]。
- 2013年11月16日、NHK総合テレビ『ヒーローたちの名勝負』にて「魂をかけた真っ向勝負 ボクシング畑山VS坂本」が放送された。